# Підлісся (Ковельський район)
Підлі́сся — село в Україні, у Рівненській сільській громаді Ковельського району Волинської області. До 1963 року село носило назву Новий Опалин.
Населення становить 120 осіб.

## Історія
Колишня назва Мельники. У 1906 році село Гущанської волості Володимир-Волинського повіту Волинської губернії. Відстань від повітового міста 81  верста, від волості 6. Дворів 28, мешканців 144.

## Населення
Згідно з переписом УРСР 1989 року чисельність наявного населення села становила 152 особи, з яких 72 чоловіки та 80 жінок.
За переписом населення України 2001 року в селі мешкало 120 осіб. 100 % населення вказало своєю рідною мовою українську мову.